# 天神橋筋商店街
天神橋筋商店街（てんじんばしすじしょうてんがい）は、大阪府大阪市北区にあるアーケード商店街。
大阪商工会議所などによると、長さが約2.6キロあり、1990年代から「日本一長い商店街」としてPRしており、店舗数は600程度といわれる。

## 概要
衣料品店をはじめ、飲食店、娯楽施設が軒を連ねる各商店街は、地名にならって「○丁目商店街」のように分類され、例えば1丁目商店街は「天1（てんいち）」、3丁目商店街ならば「天3（てんさん）」というように略称が用いられる。1丁目から6丁目までの連合組合はない。「3丁目商店街」は2006年（平成18年）5月に「がんばる商店街77選」に選ばれた。商店街は、南から北へ、1丁目から7丁目となっており、すぐ西を並行して走る地下鉄堺筋線に当てはめれば、2丁目が南森町駅、4丁目が扇町駅、6丁目が天神橋筋六丁目駅と1丁目から6丁目まで地下鉄2区間分ほどの長さになる。
天神橋筋は、大阪天満宮の門前町として発展してきた商店街で、大阪三大市場の一つの天満青物市場も近くにあったことから、庶民の盛り場として大阪きっての賑わいを見せていた。1931年（昭和6年）に市場機能が大阪市中央卸売市場に集約されてしまい、大型店の出店攻勢、さらには地下鉄と阪急千里線の相互乗り入れで天神橋筋六丁目駅のターミナル性が失われてからは苦境に立たされたが、各商店会では魅力ある商店街を目指して巻き返しを図っている。
近年は、タワーマンションに象徴される高層マンションの増加によって、職住遊が混然一体となった特色を持つ賑わいがある。ただし、インバウンド需要の新型コロナ禍による減退により、外国人観光客需要の低減に見舞われた。

### 1丁目商店街

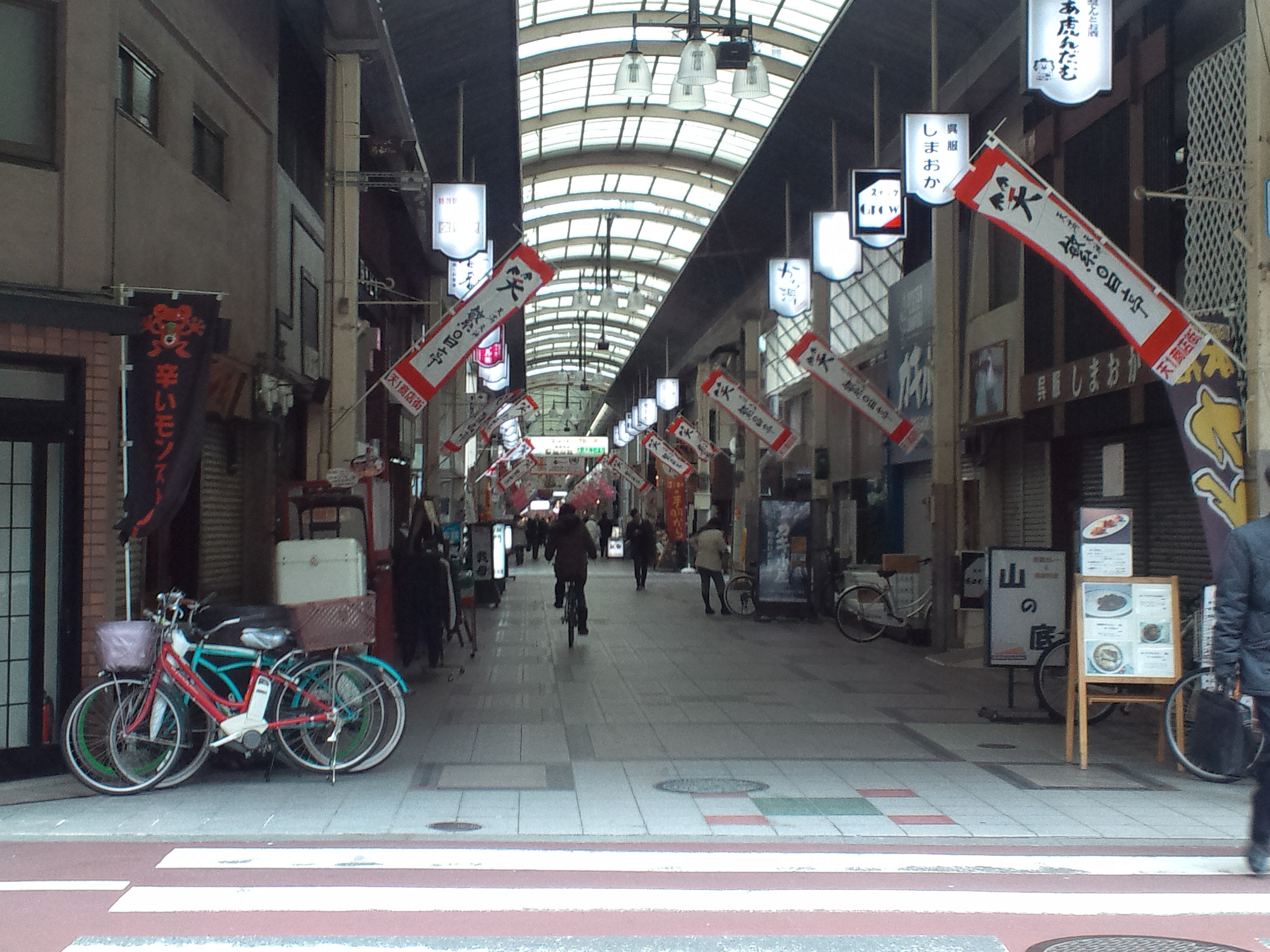
アーケードの様子
天神橋1丁目

- 商店街の南端。最寄り駅は、地下鉄堺筋線・谷町線南森町駅[6]、京阪本線の北浜駅、なにわ橋駅、天満橋駅も近い。

### 2丁目商店街
- 地下鉄堺筋線・谷町線南森町駅。大阪天満宮、天満天神繁昌亭がある[6]。

### 3丁目商店街
- 地下鉄堺筋線・谷町線南森町駅[6]。

### 4丁目商店街
- 天神橋筋商店街のほぼ中央に位置する。北は、JR天満駅、南は夫婦橋、西は、地下鉄堺筋線扇町駅に囲まれた商店街。近隣には、大阪市北区役所、関西テレビ・キッズプラザ大阪、扇町公園がある[7]。
- 店舗数：100軒以上

### 5丁目商店街
- 4丁目の北隣り。JR天満駅と地下鉄堺筋線天神橋筋六丁目駅に囲まれた商店街[8]。このあたりより北側では道幅が狭くなる。
- 店舗数：100軒以上

### 6丁目商店街
- 5丁目の北隣り。地下鉄堺筋線天神橋筋六丁目駅に至近。同駅直結のビル内には大阪くらしの今昔館があり、江戸時代から昭和までの大阪の暮らしが体験できる[9]。

## 歴史
商店街の興りは、江戸時代初期の1653年（承応2年）頃に、約2.3 kmの青物市が立ったことに始まる。その後、この通りが大阪天満宮の表参道として繁栄し、交差する寺町通りに並ぶ多数の仏教寺院への参拝者でも賑わった。さらに、大坂市中における青果物（野菜・果物）の取り扱いをほぼ独占していた天満青物市場を中心として発達した。
古称・別称は十丁目筋商店街で、現在も地元では十丁目（じっちょめ）と通称される。これは、江戸時代から1872年（明治5年）まで天神橋の北詰が天満10丁目という町名だったことに由来する。
江戸時代の町名としての天満は、大川の北岸に東から西へ1丁目 - 11丁目下半まであり、天神橋の北詰がちょうど10丁目だった。天神橋筋沿いは南から天満10丁目、宮之前町、又次郎町、摂津国町（つのくにまち）、綿屋町、夫婦町（めおとまち）、池田町という町名で、現在の天神橋5交差点付近が北限だった。それより北側は1887年（明治30年）に西成郡川崎村から編入された地域に当たる。

## イベント活動
商店会は、かつていくつもの団体に分かれていたが、強い結束と商店街活性化の必要から一つにまとまり、イベント用に貸し出すレンタルスペース「おかげ館」が造られるなど、様々な試みが行われている。その中の一つとして、「満歩状」の発行が行われている。
満歩状とは、商店街の両端の店舗にスタンプがあり、両側の店舗でスタンプを押すことにより、日本一長い商店街を端から端まで全て歩き切ったことを証明する賞状のことである。満歩状の名は「万歩」に由来し、商店会では「天神橋筋商店街の約2600メートルの距離を歩数で表すと1万歩に相当する」として、商店街を完歩した感謝状として「万歩状」を発行しようというアイデアが出て、商店街が天満宮の参道である所から「満歩状」になったものである。記念に挑戦する人も多く、年間約2500人に満歩状が渡されていた（2018年12月31日をもって配布終了）。

## 交通

### アクセス

#### 鉄道
- Osaka Metro堺筋線：天神橋筋六丁目駅、扇町駅、南森町駅
- 阪急千里線：天神橋筋六丁目駅
- JR大阪環状線 ：天満駅
- JR東西線：大阪天満宮駅
- 京阪電車：北浜駅、なにわ橋駅、天満橋駅

#### 路線バス停留所
- 大阪シティバス：天神橋八丁目、天神橋六丁目、天神橋五丁目、扇町、南森町
- 阪神バス：天神橋筋六丁目

### 自転車事故の多発と通行規制
天神橋筋商店街では、人通りの増加に伴い、自転車と歩行者との接触事故が多発するようになったことから、商店街側が自転車の通行規制を大阪府警察に要望。これを受け同府警は、2014年1月31日以降に天満駅南側において、時間帯を区切っての自転車の通行規制を実施することになった。この告知は、歩行者の頭上大型ポスター、適宜アナウンスで、元阪神タイガース川藤幸三や落語家をアナウンス・キャラクターに行われている。過去に当時関西テレビアナウンサーだった山本浩之も歩行者の適宜アナウンスを担当した。

## 周辺情報

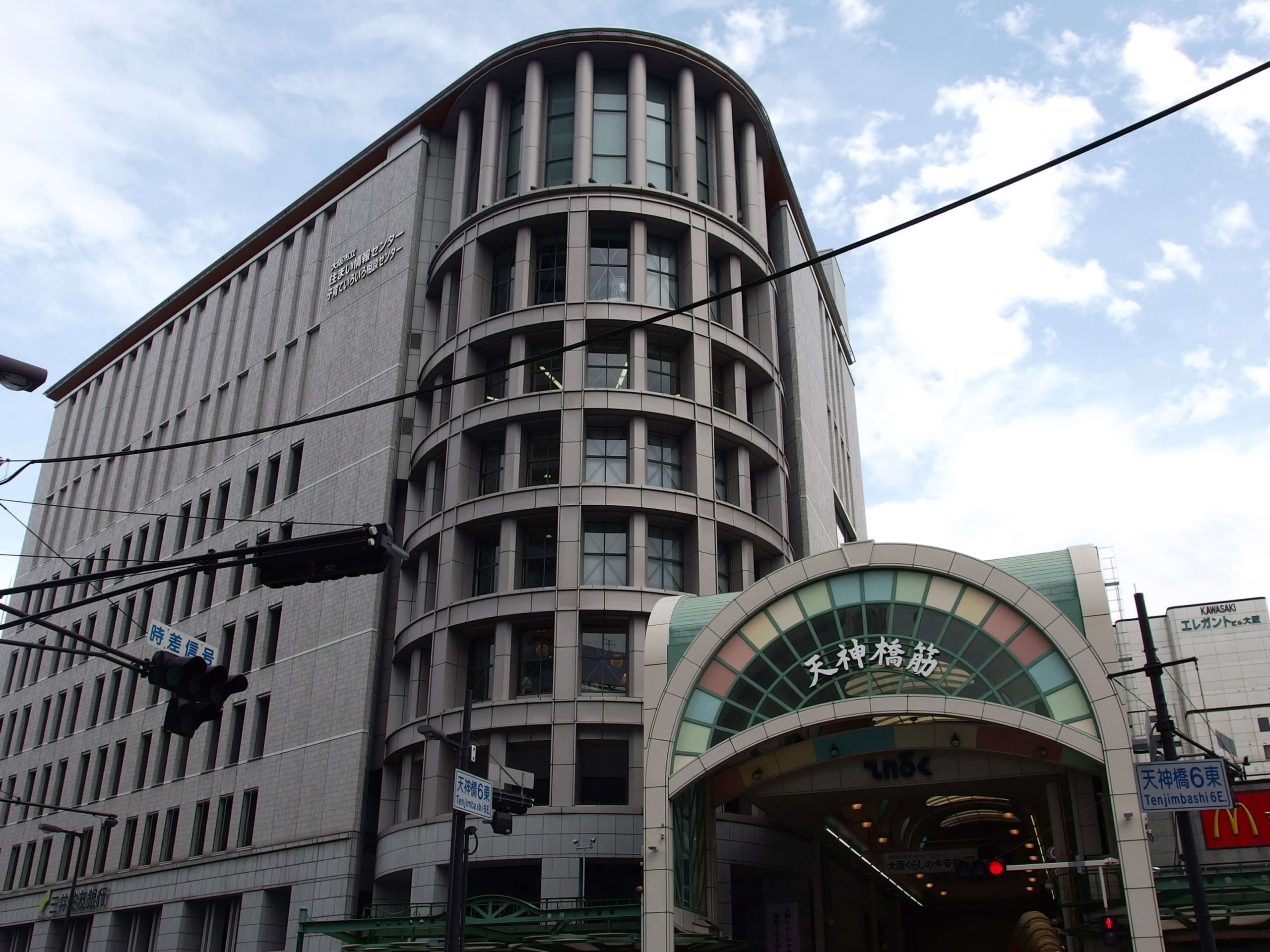
天神橋六丁目商店街と大阪市立住まい情報センター

- 天神橋
- 大阪天満宮
- 天満天神繁昌亭
- FM802
  - FM COCOLO
- 堀川戎神社
- 扇町公園
  - キッズプラザ大阪
  - 関西テレビ放送本社
- 東洋ショー劇場
- ぷららてんま天満市場
- 天五中崎通商店街
- 大阪市立住まい情報センター
  - 大阪くらしの今昔館